# سی‌انگیج
سی‌انگیج (انگلیسی: Cengage) شرکت محتوای آموزشی، فناوری و خدمات آموزش عالی تخصصی و بازار جهانی کتابخانه است. این شرکت در بیش از ۲۰ کشور در سراسر جهان فعال است.